# ناحیه ادیسون، شهرستان گالیا، اوهایو
شهرستان ادیسون، بخش گالیا، اوهایو (به انگلیسی: Addison Township, Gallia County, Ohio) در ایالات متحده آمریکا است که در اوهایو واقع شده‌است.

## خصوصیات
شهرستان ادیسون ۷۱٫۴ کیلومترمربع مساحت و ۲٬۳۶۶ نفر جمعیت دارد و ۲۲۲ متر بالاتر از سطح دریا واقع شده‌است.